# Tlaquiltenango (kommun)
Tlaquiltenango är en kommun i Mexiko.   Den ligger i delstaten Morelos, i den sydöstra delen av landet, 100 km söder om huvudstaden Mexico City. Antalet invånare är 30 017.
Följande samhällen finns i Tlaquiltenango:
- Tlaquiltenango
- Alfredo V. Bonfil
- Huautla
- Lorenzo Vázquez
- Colonia 3 de Mayo
- Palo Grande
- Pueblo Viejo
- Coaxitlán
- San José de Pala
- La Era
- Ampliación Gabriel Tepepa
- Ninguno Centro de Readaptación Social
- Xicatlacotla
- Unidad Habitacional Emiliano Zapata
- Las Carpas
- Las Bóvedas
- Huixastla
- Campos del Texcal
- Rancho Viejo
- Xochipala